# Rod (quang học)
Rod là thuật ngữ liên quan đến việc ghi lại hình ảnh của một số vật thể di chuyển trong không khí với tốc độ cao đến mức có dạng trông như những cái que ánh sáng. Hầu hết các chứng cứ về sự tồn tại của Rod là các hình ảnh video.

## Mô tả
Rod trong tiếng Anh nghĩa là cái que, có tên như vậy bởi vì chúng có dạng giống cái que. Tuy nhiên nó cũng được gọi là "cá trời" và "thực thể mặt trời". Chúng xuất hiện ở khắp nơi, dài từ 5 inch tới 3 foot (khoảng 15 đến 90 cm), và người ta cho là chúng có một màng mỏng dọc thân trục để đẩy đi trong không khí. Người ta gọi chúng là "cá trời" vì chuyển động của chúng giống hệt cá trong nước, và chúng có một cơ thể giống hệt con sứa.

## Giả thuyết

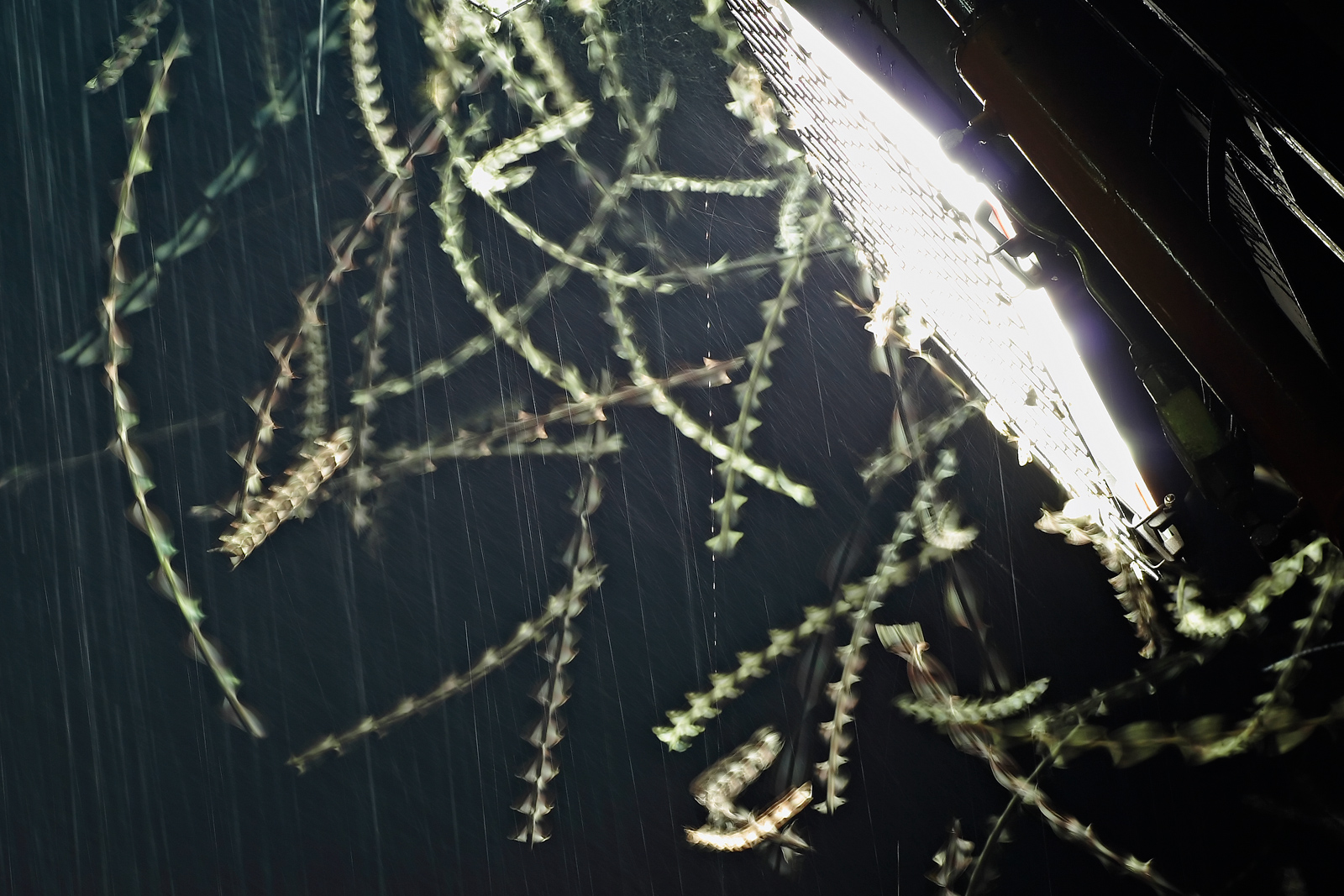
Hình chụp những con bướm đêm với chế độ phơi sáng lâu

Rod không gây được sự chú ý lớn đối với các nhà động vật học. Nhiều chứng cứ kết luận rằng chúng là kỹ xảo ánh sáng tạo hiệu ứng lên máy ảnh. Cụ thể là, một sự chuyển động nhanh của một con côn trùng đập cánh đi qua máy ảnh có thể tạo nên hiệu ứng rod – như một vết mờ. Thêm nữa là vật có tốc độ cực cao không thể ghi lại trong máy ảnh thông thường. Gần đây mọi người cho đó là kết quả của tin đồn trên các phương tiện thông tin đại chúng. Jose Escamilla, người lập trang web RoswellRods.com, đã xuất hiện trong nhiều cuộc phỏng vấn và nghiên cứu trên tivi.